# Shariaconflict in Nigeria
Het Shariaconflict in Nigeria (1999–heden) ontstond toen verschillende Noord-Nigeriaanse deelstaten (waar de bevolking merendeels moslim is) de sharia invoerden, in weerwil van Nigeria's seculiere grondwet en de overwegend in het zuiden wonende christelijke minderheid (ca. 45% van de totale bevolking). Vanaf 2000 braken er christen-moslimrellen uit in meerdere gemengde steden met vaak honderden en soms wel duizenden doden tot gevolg. Het conflict wordt vaak omschreven als (op weg naar) een godsdienstoorlog. Boko Haram werd uiteindelijk de belangrijkste islamistische beweging die de sharia in heel Nigeria wil invoeren en sinds 2009 een gewapende opstand tegen de federale (door christenen gedomineerde) regering voert om een islamitische staat te vestigen.

## Ontstaan

### Conflictpatroon
De spanningen tussen allerlei verschillende etnische, economische, politieke, taalkundige, religieuze enz. bevolkingsgroepen in Nigeria, die regelmatig tot dodelijke rellen leidden, gaan aanvankelijk vaak over de toegang tot schaarse goederen, maar in de aanloop naar een gewelddadig incident –al dan niet opgestookt door politici die geloofssentimenten onder de bevolking proberen uit te buiten voor eigen gewin– dreigt al gauw het religieuze element te gaan overheersen:

Meestal gaat het om politieke, economische of tribale tegenstellingen. Maar aangezien religie in Nigeria het hele bestaan doordrenkt, is het voor agitatoren gemakkelijk de kaart van het godsdienstig conflict te spelen.
— dominee John Audu, Jos 2002

Telkens blijkt dat achter het religieuze geweld etnische, economische en politieke motieven schuil gaan. Moslims en christenen leven nu volledig gescheiden van elkaar. De eersten vinden dat ze worden achtergesteld wat betreft aanstellingen bij de politie, de anderen dat ze bij politieke benoemingen onvoldoende aan hun trekken komen. Dat vergiftigt de sfeer. Maar het navrante is dat men toch op elkaar blijft aangewezen, want volledige segregatie is in de praktijk onmogelijk.
— imam Mohammed Abdullahi, Kaduna 2002

### Invoering sharia Noord-Nigeria

Status van de sharia in Nigeria (2008):
Sharia volledig toegepast, inclusief strafrecht
Sharia alleen toegepast in persoonlijke zaken
Geen sharia

Het Shariaconflict ontstond na de beëindiging van de 33-jarige militaire dictatuur en het herstel van de democratie in 1999. Verscheidene deelstaten in het overwegend islamitische Noord-Nigeria besloten daarop de sharia in te voeren, zich beroepend op het zelfbeschikkingsrecht. De Grondwet van Nigeria voorziet weliswaar in shariarechtbanken die mogen rechtspreken in familiezaken van moslims indien alle betrokkenen daarmee instemmen; zulke rechtbanken opereren al decennia in het noorden. Maar de volle toepassing van de sharia, inclusief strafrecht en seksescheiding, zijn verboden, omdat de Grondwet niet toestaat dat een bepaalde religie wordt verheven tot staatsgodsdienst. In de praktijk blijkt echter dat verscheidene deelstaten de Grondwet schenden door in het openbare leven in te grijpen op zaken zoals een alcoholverbod, een seksescheiding in de horeca, het openbaar vervoer en het onderwijs en islamitische kledingvoorschriften voor alle meisjes en jonge vrouwen, die bovendien ook niet-moslims treffen.
Critici, waaronder mensenrechtenactivisten en vertegenwoordigers van christelijke kerken, stellen dat de shariawetgeving in de noordelijke staten een schending van de mensenrechten is omdat zij discrimineert op basis van religie en sekse en bovendien de zware lijfstraffen die zij voorschrijft (zoals geseling, steniging en amputatie) als marteling zijn te bestempelen, hetgeen de Grondwet verbiedt (hoewel ook in het overwegend christelijke zuiden de menselijke waardigheid wordt aangetast door milities die standrechtelijke executies uitvoeren).
Bij het herstel van de democratie met vrije parlements- en presidentsverkiezingen in februari 1999 werd de islamitische All People's Party (APP, later ANPP) de grootste in Noord-Nigeria, maar belandde op federaal niveau met slechts een kwart van de zetels in de oppositiebanken, terwijl de overwegend seculier-christelijke People's Democratic Party (PDP) een regering wist te vormen onder president Olusegun Obasanjo. Omdat zij op federaal vlak niet konden domineren, trachtte de Hausa-Fulani-elite lokaal autonomie te verkrijgen door de sharia in te voeren. Dit gebeurde als eerste zonder veel problemen op 27 januari 2000 in het landelijke en voor 90% islamitische Zamfara (na goedkeuring van het deelparlement in september 1999), waarbij de gouverneur Sani zich beriep op het recht op zelfbeschikking voor moslims. Toen andere deelstaten met grote christelijke minderheden dit voorbeeld echter wilden overnemen, kwam het tot conflicten. Een demonstratie van christenen tegen invoering van de sharia in Kaduna op 21 februari 2000 ontaardde in uiterst bloedige rellen in Kaduna-Stad toen zij slaags raakten met moslims, waarbij meer dan 1000 doden vielen en volgens sommige schattingen tot wel 5000 doden. Zij werden later gevolgd door rellen in gemengde steden elders in het land.
Uiteindelijk werd in 12 Nigeriaanse deelstaten de sharia ingevoerd: Bauchi, Borno, Gombe, Jigawa, Kaduna, Kano, Katsina, Kebbi, Niger, Sokoto, Yobe en Zamfara.

## Moslim-christenrellen (2000–2008)
Het oproer in Kaduna was het eerste in een lange reeks rellen die het land de jaren erna van tijd tot tijd in hun greep zouden houden. De rellen in Jos in september 2001 en de Miss World-rellen in november 2002 (waarbij ook de dreigende steniging van Amina Lawal, door een shariarechtbank verdacht van "overspel", een belangrijke rol speelde door de internationale media-aandacht) hadden rechtstreeks te maken met de religieuze spanningen tussen moslims en christenen die waren ontstaan door de invoering van de sharia in de 12 deelstaten en pogingen van islamisten om ze ook in andere deelstaten in te voeren en handhaven; beide oproeren en hun nawerkingen elders in Nigeria hadden honderden doden, duizenden gewonden en tienduizenden ontheemden tot gevolg, alsmede grote schade aan infrastructuur, vooral kerken en moskeeën.
Een reeks aanslagen en massamoorden begin 2004 in de staat Plateau, bekend geworden als het Bloedbad van Yelwa, eiste zo'n 1000 levens, vooral moslims. Tienduizenden Nigerianen raakten ontheemd ten gevolge van het om zich heen grijpende religieuze geweld tussen christenen en moslims. De Deense cartoonrellen bereikten op 18 februari 2006 de Noord-Nigeriaanse stad Maiduguri, waar moslims meer dan 50 christenen doodden en talloze kerken en andere gebouwen verwoestten. In 2008 kwam het opnieuw tot rellen in Jos toen de uitslag van een lokale verkiezing werd betwist; minstens 761 mensen kwamen daarbij om.

## Opstand Boko Haram (2009–heden)
In 2009 ging de islamistische terreurgroep Boko Haram over tot een gewapende opstand tegen het federale leger met als doel de sharia in heel Nigeria in te voeren. Na enkele dagen bittere strijd werden de rebellen verslagen, maar niet uitgeschakeld. In de jaren daarna zou Boko Haram voortdurend aanslagen plegen op christenen, kerken en studenten in het noorden, hetgeen de lokale autoriteiten doorgaans oogluikend toelieten. Soms gingen christenfundamentalisten in de tegenaanval. In 2013 startte Boko Haram opnieuw een openlijk offensief tegen de regering, dat honderden levens eiste. Human Rights Watch meldde dat in de eerste helft van 2014 meer dan 2000 burgers door Boko Haram zijn gedood bij gerichte aanslagen. Ook ontvoerde de terreurbeweging in mei 2014 276 schoolmeisjes, waarvan er enkele tientallen wisten te ontsnappen, maar het merendeel werd gedwongen tot de islam bekeerd en verkocht als seksslavin, ondanks pogingen van de internationale gemeenschap om hun vrijlating te bewerkstelligen.
In navolging van de Iraaks-Syrische soennitische terreurgroep Islamitische Staat op 29 juli 2014, riep Abubakar Shekau van Boko Haram op 24 augustus 2014 het kalifaat uit in de stad Gwoza in de noordoostelijke staat Borno. Het was niet duidelijk of Boko Haram daarmee een tegenkalifaat had uitgeroepen (voor zover bekend heeft Shekau zich niet als kalief opgeworpen; bovendien zou Shekau volgens het Nigeriaanse leger al in 2013 zijn gedood en zijn dubbelganger Mohammed Bashir in september 2014, hetgeen echter wordt betwijfeld) of zich had aangesloten bij het kalifaat van de Islamitische Staat dat het eerder al zei te steunen.